# Atletisme als Jocs Olímpics d'Estiu de 1928 - salt d'alçada femení
El salt d'alçada femení va ser una de les proves del programa d'atletisme disputades durant els Jocs Olímpics d'Amsterdam de 1928. La prova es va disputar el 5 d'agost de 1928 i hi van prendre part 20 atletes de 9 nacions diferents. Era la primera vegada que es disputava aquesta prova.

## Medallistes
| Or                     | Plata             | Bronze              |
| Ethel Catherwood (CAN) | Lien Gisolf (NED) | Mildred Wiley (USA) |

## Rècords
Aquests eren els rècords del món i olímpic que hi havia abans de la celebració dels Jocs Olímpics de 1928.
| Rècord del Món | 1.58    | Ethel Catherwood | Regina (CAN)      | 6 de setembre de 1926 |
| Rècord del Món | 1.58    | Lien Gisolf      | Brussel·les (BEL) | 3 de juliol 1928      |
| Rècord del Món | 1.60(*) | Marjorie Clark   | Londres (GBR)     | 23 de juny de 1928    |
| Rècord del Món | 1.60(*) | Ethel Catherwood | Halifax (CAN)     | 2 de juliol de 1928   |
| Rècord Olímpic |         |                  |                   |                       |

(*) no oficial
En la final Ethel Catherwood va establir un nou rècord del món amb un salt de 1.595 metres.

## Calendari
| Data                       | Horari      | Ronda               |
| -------------------------- | ----------- | ------------------- |
| diumenge 5 d'agost de 1928 | 13:15 14.30 | Classificació Final |

## Resultats
La classificació va començar a les 13.15 h. Es va classificar per a la final totes les saltadores que van superar el 1,40 metres. Es desconeix l'ordre i la sèrie de salts. Només la romanesa Irina Orendi no va superar 1,40 metres, cosa que va dur a dinou saltadores a disputar la final. La final va començar a les 14.30 hores del mateix dia. L'ordre de salt no està disponible i les sèries de salt només són conegudes per les medallistes.
| Pos. | Atleta                 | Nació         | Qual.    | Final               | Final               | Final               | Final               | Final               | Final               | Final               | Final               | Notes |
| Pos. | Atleta                 | Nació         | Resultat | 1.45                | 1.48                | 1.51                | 1.54                | 1.56                | 1.58                | 1.60                | Resultat            | Notes |
| ---- | ---------------------- | ------------- | -------- | ------------------- | ------------------- | ------------------- | ------------------- | ------------------- | ------------------- | ------------------- | ------------------- | ----- |
| 1    | Ethel Catherwood       | Canadà        | 1.40     | O                   | O                   | O                   | O                   | O                   | O                   | XXO                 | 1.595               | RM    |
| 2    | Lien Gisolf            | Països Baixos | 1.40     | O                   | O                   | O                   | XO                  | XO                  | XXX                 |                     | 1.56                |       |
| 3    | Mildred Wiley          | Estats Units  | 1.40     | O                   | O                   | O                   | XO                  | XO                  | XXX                 |                     | 1.56                |       |
| 4    | Jean Shiley            | Estats Units  | 1.40     |                     |                     |                     |                     |                     |                     |                     | 1.51                |       |
| 5    | Marjorie Clark         | Sud-àfrica    | 1.40     |                     |                     |                     |                     |                     |                     |                     | 1.48                |       |
| 6    | Helma Notte            | Alemanya      | 1.40     |                     |                     |                     |                     |                     |                     |                     | 1.48                |       |
| 7    | Inge Braumüller        | Alemanya      | 1.40     |                     |                     |                     |                     |                     |                     |                     | 1.48                |       |
| 8    | Catherine Maguire      | Estats Units  | 1.40     |                     |                     |                     |                     |                     |                     |                     | 1.48                |       |
| 9    | Marion Holley          | Estats Units  | 1.40     |                     |                     |                     |                     |                     |                     |                     | 1.48                |       |
| 10   | Léontine Stevens       | Bèlgica       | 1.40     |                     |                     |                     |                     |                     |                     |                     | 1.48                |       |
| 11   | Hélène Bons            | França        | 1.40     |                     |                     |                     |                     |                     |                     |                     | 1.45                |       |
| 12   | Lucienne Laudré        | França        | 1.40     |                     |                     |                     |                     |                     |                     |                     | 1.45                |       |
| 13   | Bride Adams-Ray        | Suècia        | 1.40     |                     |                     |                     |                     |                     |                     |                     | 1.45                |       |
| 14   | Évelyne Cloupet        | França        | 1.40     |                     |                     |                     |                     |                     |                     |                     | 1.40                |       |
| 15   | Ann-Margret Ahlstrand  | Suècia        | 1.40     |                     |                     |                     |                     |                     |                     |                     | 1.40                |       |
| 16   | Sidonie Verschueren    | Bèlgica       | 1.40     |                     |                     |                     |                     |                     |                     |                     | 1.40                |       |
| 17   | Elise Van Truyen       | Bèlgica       | 1.40     |                     |                     |                     |                     |                     |                     |                     | 1.40                |       |
| 18   | Elisabeth Bonetsmüller | Alemanya      | 1.40     |                     |                     |                     |                     |                     |                     |                     | 1.40                |       |
| 19   | IJke Buisma            | Països Baixos | 1.40     |                     |                     |                     |                     |                     |                     |                     | NM                  |       |
| 20   | Irina Orendi           | Romania       | 1.35     | no passa a la final | no passa a la final | no passa a la final | no passa a la final | no passa a la final | no passa a la final | no passa a la final | no passa a la final |       |